# Mouse One Portal
Mouse One Portal, MOP는 (재)국가모델동물연구소(Korea Model animal Priority Center, KMPC)에서 운영하고 있는 마우스 종합 서비스 포털 웹 시스템이다.
마우스 연구자들이 쉽고 간편하게 마우스 자원 보유 현황 정보를 검색하고 연구에 필요한 인프라를 활용할 수 있도록 지원하고 있다.
https://mouseinfo.kr

## 주요 기능
1. Finding Your Mouse : 국내외 마우스 자원 보유 현황 검색
2. Sharing Your Mouse : 국내 마우스 자원 정보 공유
3. Making Your Mouse : 유전자 변형 마우스 제작 신청
4. Phenotyping Servie : 마우스 표현형 분석 서비스 신청
5. KMPC Mouse Distribution : KMPC 제작 마우스 분양 신청
6. Banking : 자원 보존 신청
7. Rederivation : 청정화 신청
8. Genetic Monitoring : 유전 모니터링 신청
9. Heath Monitoring : 미생물 모니터링 신청